# Porno Valley
Porno Valley (auch Vivid Valley) ist eine US-amerikanische Dokumentation über die Pornoindustrie im San Fernando Valley. Die Fernsehserie wurde im Jahr 2003 gedreht und die 13 Folgen wöchentlich zwischen dem 1. Oktober 2005 und dem 31. Dezember 2005 in Playboy TV (in Großbritannien zwischen dem 11. Januar 2004 und dem 4. April 2004 auf Sky TV) ausgestrahlt. Zahlreiche Darstellerinnen der Porno-Produktionsfirma Vivid, darunter Savanna Samson, Briana Banks, Nina Mercedez, Jenna Jameson, Tawny Roberts und Sunrise Adams berichten über ihr Leben in der Porno-Industrie.
Daneben werden unter anderen auch der Vivid-Produzent Steven Hirsch, Paul Thomas, Marci Hirsch und Chi Chi LaRue begleitet.

## Titel der Folgen
1. Mercedez Bends
2. Titsicle
3. Fuck Off
4. A Penny for Your Thong
5. A Star Is Porn
6. Legally Blonde
7. Family Values
8. Do the Hustle#Come West Young Man
9. The Pussy and the Paycheck
10. Last Girl Standing
11. Peace and Love
12. Best New Nymphomaniac